# Shorewood (Wisconsin)
Shorewood és una població dels Estats Units a l'estat de Wisconsin. Segons el cens del 2000 tenia 13.763 habitants.

## Demografia
Segons el cens del 2000, Shorewood tenia 13.763 habitants, 6.539 habitatges, i 3.328 famílies. La densitat de població era de 3.321,2 habitants per km².
Dels 6.539 habitatges en un 25,3% hi vivien nens de menys de 18 anys, en un 40,8% hi vivien parelles casades, en un 7,9% dones solteres, i en un 49,1% no eren unitats familiars. En el 39,5% dels habitatges hi vivien persones soles el 12,3% de les quals corresponia a persones de 65 anys o més que vivien soles. El nombre mitjà de persones vivint en cada habitatge era de 2,08 i el nombre mitjà de persones que vivien en cada família era de 2,87.
Per edats la població es repartia de la següent manera: un 21% tenia menys de 18 anys, un 8,4% entre 18 i 24, un 31,8% entre 25 i 44, un 24,3% de 45 a 60 i un 14,5% 65 anys o més.
L'edat mediana era de 38 anys. Per cada 100 dones de 18 o més anys hi havia 80,4 homes.
La renda mediana per habitatge era de 47.224 $ i la renda mediana per família de 67.589 $. Els homes tenien una renda mediana de 47.616 $ mentre que les dones 34.294 $. La renda per capita de la població era de 32.950 $. Aproximadament el 3,8% de les famílies i el 6,7% de la població estaven per davall del llindar de pobresa.

## Poblacions més properes
El següent diagrama mostra les poblacions més properes.